# Пфунгштадт
Пфунгштадт (нім. Pfungstadt) — місто в Німеччині, знаходиться в землі Гессен. Підпорядковується адміністративному округу Дармштадт. Входить до складу району Дармштадт-Дібург.
Площа — 42,53 км2. Населення становить 25 029 ос. (станом на 31 грудня 2020).